# Photina amplipennis
Photina amplipennis är en bönsyrseart som beskrevs av Carl Stål 1877. Photina amplipennis ingår i släktet Photina och familjen Mantidae. Inga underarter finns listade i Catalogue of Life.